# Get to Know
Get to Know è la prima raccolta della cantante britannica Becky Hill, pubblicata il 27 dicembre 2019.

## Descrizione
In seguito alla sua partecipazione a The Voice nel 2012, Becky Hill ha lavorato con diverse etichette discografiche senza riuscire tuttavia ad ottenere un riscontro a livello commerciale. A partire dal 2018, tuttavia, dopo aver firmato un contratto con la Polydor Records l'artista ha avuto modo collaborare con vari DJ e produttori, prestando la sua voce a singoli di questi ultimi. Molti di questi brani sono diventati dei successi commerciali. In seguito a questi risultati, l'artista ha dunque deciso di pubblicare un progetto discografico che includesse la musica a cui aveva lavorato nella prima parte della sua carriera. Il disco include vari singoli pubblicati dall'artista fra 2013 e 2019 nonché brani inediti da lei incisi nello stesso lasso di tempo. L'artista definisce l'album come una compilation.

## Tracce
1. Changing – 3:08
2. I Could Get Used to This (feat. Weiss) – 3:14
3. Wish You Well (feat. Sigala) – 3:26
4. Find a Place (feat. MNEK) – 3:43
5. Back & Forth (feat. MK e Jonas Blue) – 3:15
6. Breakdown – 3:02
7. Gecko (feat. Oliver Heldens) – 2:46
8. Afterglow (feat. Wilkinson) – 3:45
9. Stranger – 3:52
10. Piece of Me (feat. MK) – 3:08
11. Sunrise in the East – 3:15
12. False Alarm (feat. Matoma) – 3:42
13. I Could Get Used to This (Orchestral acoustic) – 3:32

Riedizione
1. Loose Control – 2:48

## Classifiche
| Classifiche (2019-20) | Posizione massima |
| --------------------- | ----------------- |
| Francia               | 173               |
| Irlanda               | 14                |
| Regno Unito           | 20                |